# St George’s Cathedral (Windhoek)
Die St George’s Cathedral (deutsch St.-Georgs-Kathedrale) in Windhoek ist die Kathedrale der anglikanischen Diözese Namibia und wichtigste Kirche der Anglican Church of Southern Africa in Namibia. Sie ist eine von zwei anglikanischen Kirchen in der Hauptstadt Windhoek.
Die Kathedrale wurde 1924 erbaut und bietet Platz für 120 Gläubige. Ein Kirchturm fehlt. Mitte 2015 wurde der Ausbau der Kirche um zwei Seitenschiffe auf 500 Sitzplätze angekündigt.